# ایوان وتسوف
ایوان وتسوف (بلغاری: Иван Колев Вуцов؛ زادهٔ ۱۴ دسامبر ۱۹۳۹ - درگذشته ۱۸ ژانویه ۲۰۱۹) یک بازیکن فوتبال اهل بلغارستان است.
از باشگاه‌هایی که در آن بازی کرده‌است می‌توان به باشگاه فوتبال بوتو پلوودیو و باشگاه فوتبال لفسکی صوفیه اشاره کرد.
وی همچنین در تیم ملی فوتبال بلغارستان بازی کرده‌است.